# Adslev
Adslev er en landsby mellem Skanderborg og Aarhus. Den har givet navn til Adslev Sogn og Adslev Kirke og ligger nu i Skanderborg Kommune.
Landsbyen ligger øst for Jexen Bæk og vest for den Østjyske Motorvej og Hørning.
Den danske folkevise Det var en lørdag aften blev først optegnet i Adslev fra "jydske Bønderpigers Mund". Denne version forekommer på tryk i 1837.
2006's danske melodi-grand-prix-vinder, Sidsel Ben Semmane, har boet i landsbyen.